# 小鴨町
小鴨町（こかもちょう）は、愛知県名古屋市中村区の地名。丁目の設定はない。住居表示未実施。

## 地理
名古屋市中村区西部に位置する。西は宮塚町、南は岩塚本通に接する。

## 歴史

### 地名の由来
岩塚町の字小鴨に由来する。

### 沿革
- 1959年（昭和34年）3月27日 - 岩塚土地区画整理組合の設立が認可される[9]。
- 1966年（昭和41年）12月9日 - 中村区岩塚町字小鴨・字用水附・字小鴨上り・字寺裏・字ソブタ・字弾子宮・字株榎および鴨付町1丁目・2丁目の各一部により、同区小鴨町として成立[1]。

## 世帯数と人口
2019年（平成31年）2月1日現在の世帯数と人口は以下の通りである。
| 町丁   | 世帯数  | 人口  |
| ------ | ------- | ----- |
| 小鴨町 | 448世帯 | 908人 |

### 人口の変遷
国勢調査による人口の推移
| 1970年（昭和45年） | 948人   | [ 10 ] |  |
| 1975年（昭和50年） | 1,066人 | [ 10 ] |  |
| 1980年（昭和55年） | 993人   | [ 11 ] |  |
| 1985年（昭和60年） | 965人   | [ 11 ] |  |
| 1990年（平成2年）  | 954人   | [ 12 ] |  |
| 1995年（平成7年）  | 940人   | [ 13 ] |  |
| 2000年（平成12年） | 918人   | [ 14 ] |  |
| 2005年（平成17年） | 953人   | [ 15 ] |  |
| 2010年（平成22年） | 900人   | [ 16 ] |  |
| 2015年（平成27年） | 887人   | [ 17 ] |  |

## 学区
市立小・中学校に通う場合、学校等は以下の通りとなる。また、公立高等学校に通う場合の学区は以下の通りとなる。
| 番・番地等 | 小学校               | 中学校               | 高等学校 |
| ---------- | -------------------- | -------------------- | -------- |
| 全域       | 名古屋市立岩塚小学校 | 名古屋市立御田中学校 | 尾張学区 |

## その他

### 日本郵便
- 郵便番号 : 453-0844[4]（集配局：中村郵便局[20]）。